# Cathleen Schine
Cathleen Schine (Westport, 1953) è una scrittrice statunitense.

## Biografia
Nata nel 1953 a Westport, Connecticut, vive e lavora a Los Angeles.
Dopo gli studi di storia medievale compiuti all'Università di Chicago, ha esordito nella narrativa nel 1983 con Il letto di Alice, su una giovane donna costretta a rimanere sdraiata un anno intero a causa di una misterioso dolore agli arti inferiori.
Dopo altri due romanzi, L'ossessione di Brenda nel '90 e Le disavventure di Margaret nel '93, ha raggiunto notorietà internazionale due anni dopo con la commedia romantica La lettera d'amore trasposta in pellicola cinematografica nel 1999.
Autrice, al 2020, di 12 romanzi tutti tradotti in italiano, suoi articoli son apparsi in Vogue, Village Voice e The New Yorker.
L'ex marito, con cui è stata sposata dal 1981 al 2000 e con cui ha avuto due figli, Max e Thomas, è il critico cinematografico David Denby. 
Oggi la Schine vive a Venice, in California, con la moglie Janet Meyers.

## Opere

### Romanzi
- Il letto di Alice (Alice in Bed, 1983), Milano, Mondadori, 1999 traduzione di Stefano Bortolussi ISBN 88-04-46195-0.
- L'ossessione di Brenda (To the Birdhouse, 1990), Milano, Mondadori, 2000 traduzione di Stefano Bortolussi ISBN 88-04-46185-3.
- Le disavventure di Margaret (Rameau's Niece, 1993), Milano, Adelphi, 1998 traduzione di Anna Maria Biavasco e Valentina Guani ISBN 88-459-1387-2.
- La lettera d'amore (The Love Letter, 1995), Milano, Adelphi, 1996 traduzione di Domenico Scarpa ISBN 88-459-1251-5.
- L'evoluzione di Jane (The Evolution of Jane), Milano, Mondadori, 1998 traduzione di Stefano Bortolussi ISBN 978-88-04-45781-7.
- Sono come lei (She Is Me, 2003), Milano, Mondadori, 2003 traduzione di Stefano Bortolussi ISBN 88-04-52339-5.
- Miss S. (The dead and the naked, 2007), Milano, Mondadori, 2011 traduzione di Stefano Bortolussi ISBN 978-88-04-61135-6.
- I newyorkesi (The New Yorkers, 2007), Milano, Mondadori, 2013 traduzione di Stefano Bortolussi ISBN 978-88-04-63397-6.
- Tutto da capo (The Three Weissmanns of Westport, 2010), Milano, Mondadori, 2011 traduzione di Stefano Bortolussi ISBN 978-88-04-60597-3.
- Che ragazza! (Fin & Lady), Milano, Mondadori, 2013 traduzione di Stefano Bortolussi ISBN 978-88-04-63159-0.
- Le cose cambiano (They May Not Mean to, but They Do), Milano, Mondadori, 2016 traduzione di Stefano Bortolussi ISBN 978-88-04-66506-9.
- Io sono l'altra (The Grammarians, 2019), Milano, Mondadori, 2020 traduzione di Stefano Bortolussi ISBN 978-88-04-72191-8.
- Qui tutto è possibile (Künstlers in Paradise, 2023), Mondadori, 2023, traduzione di Stefano Bortolussi, ISBN 9788804777526.

### Saggi
- Dog trouble (2005)

## Adattamenti cinematografici
- The Misadventures of Margaret, regia di Brian Skeet (1998)
- La lettera d'amore (The Love Letter), regia di Peter Chan (1999)

## Premi e riconoscimenti
- Ferro-Grumley Prize for LGBTQ Fiction: 2017 vincitrice con Le cose cambiano